# 피터 더턴

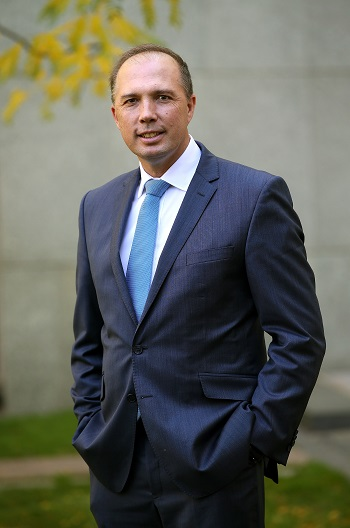
피터 더턴

피터 크레이그 더턴(영어: Peter Craig Dutton, 1970년 11월 18일 ~ )은 오스트레일리아의 정치인으로, 당적은 오스트레일리아 자유당(이하 자유당)이다. 2001년 이래 퀸즐랜드주 딕슨 선거구의 국회의원이며, 2017년 이래 내무장관이다.
퀸즐랜드 공과대학교에서 경영학과 학사 학위를 받았던 그는 일전에 2013년부터 2014년까지 보건체육부 장관을, 2014년부터 2017년까지 토니 애벗 및 맬컴 턴불 내각의 이민부 장관을 역임한 바 있다.
2017년 7월 18일 내무장관 후보로 지명되었으며, 10월 20일 총독은 그의 임명을 단행하였다. 이로서 더턴은 새로 창설된 내무부를 이끌게 되었으며, 보안정보기구(ASIO), 연방경찰국(AFP), 국경군 통솔 권한을 부여 받았다. 그는 과거 존 하워드 내각의 노동참여부 장관 및 재무장관을 역임한 바 있다.
2018년 8월 자유당 전당대회 1차 투표에서 맬컴 턴불 현 총리에 도전했으나 48:35로 낙선했다. 직후 장관직 사의를 표명했으며, 이에 턴불은 장관직 유임을 제안했으나, 더턴은 이를 거절했다. 2차 투표에서 스콧 모리슨 재무장관 및 내무장관 대행에 맞섰으나 45:40으로 또 낙선했다. 곧바로 모리슨은 24일 총독으로부터 임명장을 받고 새로운 총리로 취임했으며, 더턴은 재무장관직에 복귀했으나 이민 및 국경 통제 권한은 상실하게 되었다.

## 역대 선거 결과
| 선거명      | 직책명                 | 대수 | 정당                  | 1차 득표율 | 1차 득표수 | 2차 득표율 | 2차 득표수 | 결과 | 당락               |
| ----------- | ---------------------- | ---- | --------------------- | ---------- | ---------- | ---------- | ---------- | ---- | ------------------ |
| 2001년 선거 | 하원의원 (딕슨 선거구) | 40대 | 오스트레일리아 자유당 | 45.58%     | 36,390표   | 55.97%     | 44,688표   | 1위  | 딕슨 하원의원 당선 |
| 2004년 선거 | 하원의원 (딕슨 선거구) | 41대 | 오스트레일리아 자유당 | 52.09%     | 39,810표   |            |            | 1위  | 딕슨 하원의원 당선 |
| 2007년 선거 | 하원의원 (딕슨 선거구) | 42대 | 오스트레일리아 자유당 | 46.15%     | 38,507표   | 50.13%     | 41,832표   | 1위  | 딕슨 하원의원 당선 |
| 2010년 선거 | 하원의원 (딕슨 선거구) | 43대 | 퀸즐랜드 자유국민당   | 48.96%     | 39,880표   | 55.13%     | 44,902표   | 1위  | 딕슨 하원의원 당선 |
| 2013년 선거 | 하원의원 (딕슨 선거구) | 44대 | 퀸즐랜드 자유국민당   | 48.01%     | 41,163표   | 56.72%     | 48,631표   | 1위  | 딕슨 하원의원 당선 |
| 2016년 선거 | 하원의원 (딕슨 선거구) | 45대 | 퀸즐랜드 자유국민당   | 44.56%     | 40,519표   | 51.60%     | 46,922표   | 1위  | 딕슨 하원의원 당선 |
| 2019년 선거 | 하원의원 (딕슨 선거구) | 46대 | 퀸즐랜드 자유국민당   | 45.93%     | 44,528표   | 54.64%     | 52,968표   | 1위  | 딕슨 하원의원 당선 |
| 2022년 선거 | 하원의원 (딕슨 선거구) | 47대 | 퀸즐랜드 자유국민당   | 42.07%     | 41,657표   | 51.70%     | 51,196표   | 1위  | 딕슨 하원의원 당선 |